# Menachem Magidor
Menachem Magidor (Petah Tikva, 24 de janeiro de 1946) é um matemático israelense.
Especialista em lógica matemática, em especial a teoria dos conjuntos. Foi presidente (reitor) da Universidade Hebraica de Jerusalém.

## Vida
Menachem obteve o doutorado em 1973 na Universidade Hebraica de Jerusalém, com a tese On Super Compact Cardinals, orientado por Azriel Levy.

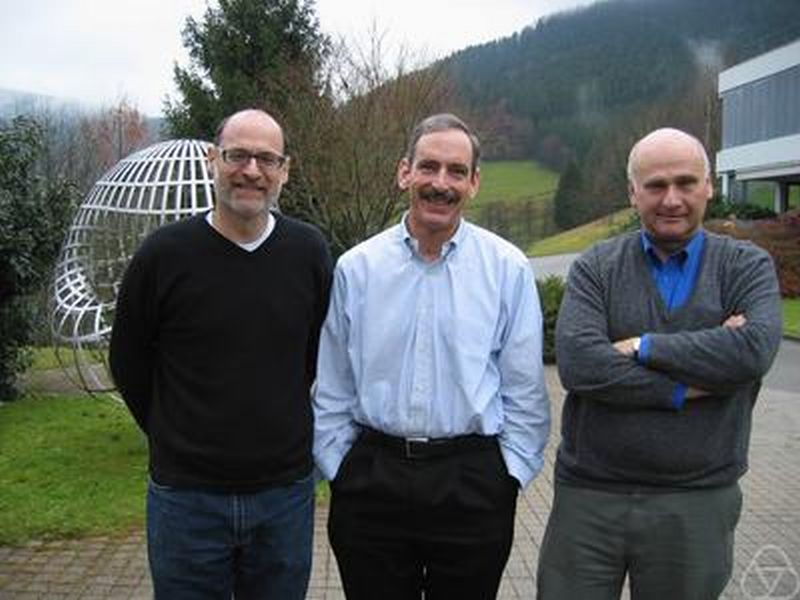
Da esquerda para a direita, Sy Friedman, William Hugh Woodin e Menachem Magidor, Instituto de Pesquisas Matemáticas de Oberwolfach, 2005

## Publicações selecionadas
- Magidor, Menachem (1977). «On the singular cardinals problem. I». Israel J. Math. 28 (1–2): 1–31. doi:10.1007/BF02759779
- Magidor, Menachem (1977). «On the singular cardinals problem. II». The Annals of Mathematics, Vol. 106, No. 3. Ann. Math. (2). 106 (3): 517–547. JSTOR 1971065. doi:10.2307/1971065
- Foreman, Matthew; Magidor, Menachem and Shelah, Saharon (1988). «Martin's maximum, saturated ideals, and nonregular ultrafilters. I». The Annals of Mathematics, Vol. 127, No. 1. Ann. Of Math. (2). 127 (1): 1–47. JSTOR 1971415. doi:10.2307/1971415
- Foreman, Matthew; Magidor, Menachem and Shelah, Saharon (1988). «Martin's maximum, saturated ideals, and nonregular ultrafilters». The Annals of Mathematics, Vol. 127, No. 3. Ann. Of Math. (2). 127 (3): 521–545. JSTOR 2007004. doi:10.2307/2007004
- Foreman, Matthew and Magidor, Menachem (1995). «Large cardinals and definable counterexamples to the continuum hypothesis». Annals of Pure and Applied Logic. 76 (1): 47–97. doi:10.1016/0168-0072(94)00031-W